# 파키스탄 성공회

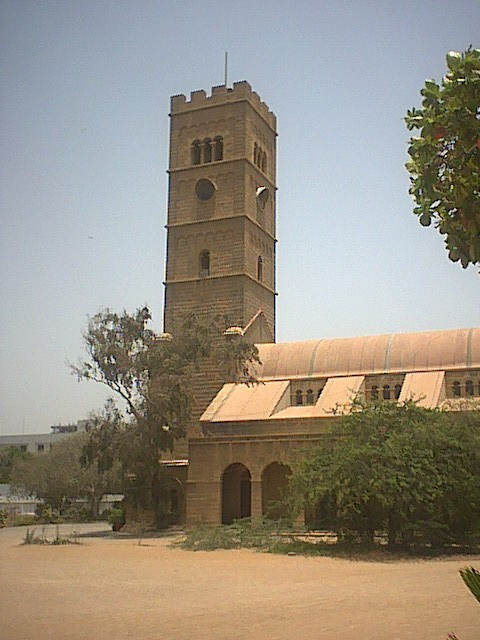

파키스탄 성공회(~聖公會, 영어: The Church of Pakistan (United))는 파키스탄의 성공회 교회다. 1970년에 성공회, 스코틀랜드 장로회, 연합 감리회 및 루터파의 합동으로 성립된 연합교회이다. 새뮤얼 아자리아 주교(The Rt Revd Samuel Azariah)가 관구장을 맡고 있다. 신자 수는 약 80만이다.

## 교구
- 파이사라바드(Faisalabad)교구
- 히데라바드(Hyderabad)교구
- 카라치(Karachi)교구
- 라호레(Lahore)교구
- 물탄(Multan)교구
- 페샤와르 교구(Peshawar)
- 라이윈드(Raiwind)교구
- 시알코트(Sialkot)교구
- 걸프(The Gulf)교구

## 같이 보기
- 파키스탄의 기독교